# Férfi jégkorong-válogatottak az 1924. évi téli olimpiai játékokon
A második jégkorongtornát az olimpiák történetében az 1924. évi téli olimpiai játékokon rendezték meg. Igazából ez volt az első a téli olimpiákon, mert az első az nyári olimpián volt. 8 nemzet 82 sportolója vett részt az eseményen.

## Keretek

### Belgium(BEL)
- Louis De Ridder
- François Franck
- Henri Louette
- André Poplimont
- Ferdinand Rudolph
- Paul Van den Broeck
- Charles Van den Driessche
- Philippe Van Volckxsom
- Gaston Van Volxem
- Victor Verschueren

### Csehszlovákia(TCH)
- Jan Fleischmann
- Miroslav Fleischmann
- Ludvík Hofta (tartalék)
- Jaroslav Jirkovský
- Jan Krásl
- Valentin Loos
- Josef Maleček
- Jan Palouš
- Jaroslav Pušbauer (tartalék)
- Jaroslav Řezáč
- Josef Šroubek
- Jaroslav Stránský
- Otakar Vindyš

### Egyesült Államok(USA)
- Taffy Abel
- Herbert Drury
- Gerry Geran (tartalék)
- Alphonse Lacroix
- John Langley
- John Lyons
- Justin McCarthy
- Willard Rice
- Irving Small
- Frank Synott
- edző: William Haddock

### Franciaország(FRA)
- André Charlet
- Pierre Charpentier
- Jacques Chaudron
- Raoul Couvert
- Maurice del Valle
- Alfred de Rauch
- Albert Hassler
- Charles Lavaivre
- Jean-Joseph Monnard
- Charles Payot
- Philippe Payot
- Léon Quaglia
- edző: Robert Lacroix

### Kanada(CAN)
- Jack Cameron
- Ernie Collett
- Bert McCaffrey
- Harold McMunn
- Dunc Munro
- Beattie Ramsay
- Cyril Slater
- Hooley Smith
- Harry Watson
- edző: Frank Rankin
- menedzserek: William Abraham Hewitt, Conn Smythe

### Nagy-Britannia(GBR)
- William Anderson
- Lorne Carr-Harris
- Colin Carruthers
- Eric Carruthers
- Guy Clarkson
- Ross Cuthbert
- Geoffrey Holmes
- Hamilton Jukes
- Edward Pitblado
- Blaine Sexton

### Svájc(SUI)
- Fred Auckenthaler
- Walter von Siebenthal
- Edouard Filliol
- Marius Jaccard
- Ernest Jacquet
- Bruno Leuzinger
- Ernest Mottier
- Peter Müller
- René Savoie
- Donald Unger
- André Verdeil

### Svédország(SWE)
- Ruben Allinger
- Wilhelm Arwe
- Erik Burman
- Birger Holmqvist
- Gustaf Johansson
- Helge Johansson
- Carl Josefsson
- Ernst Karlberg
- Nils Molander
- Ejnar Olsson